# Pružatovac

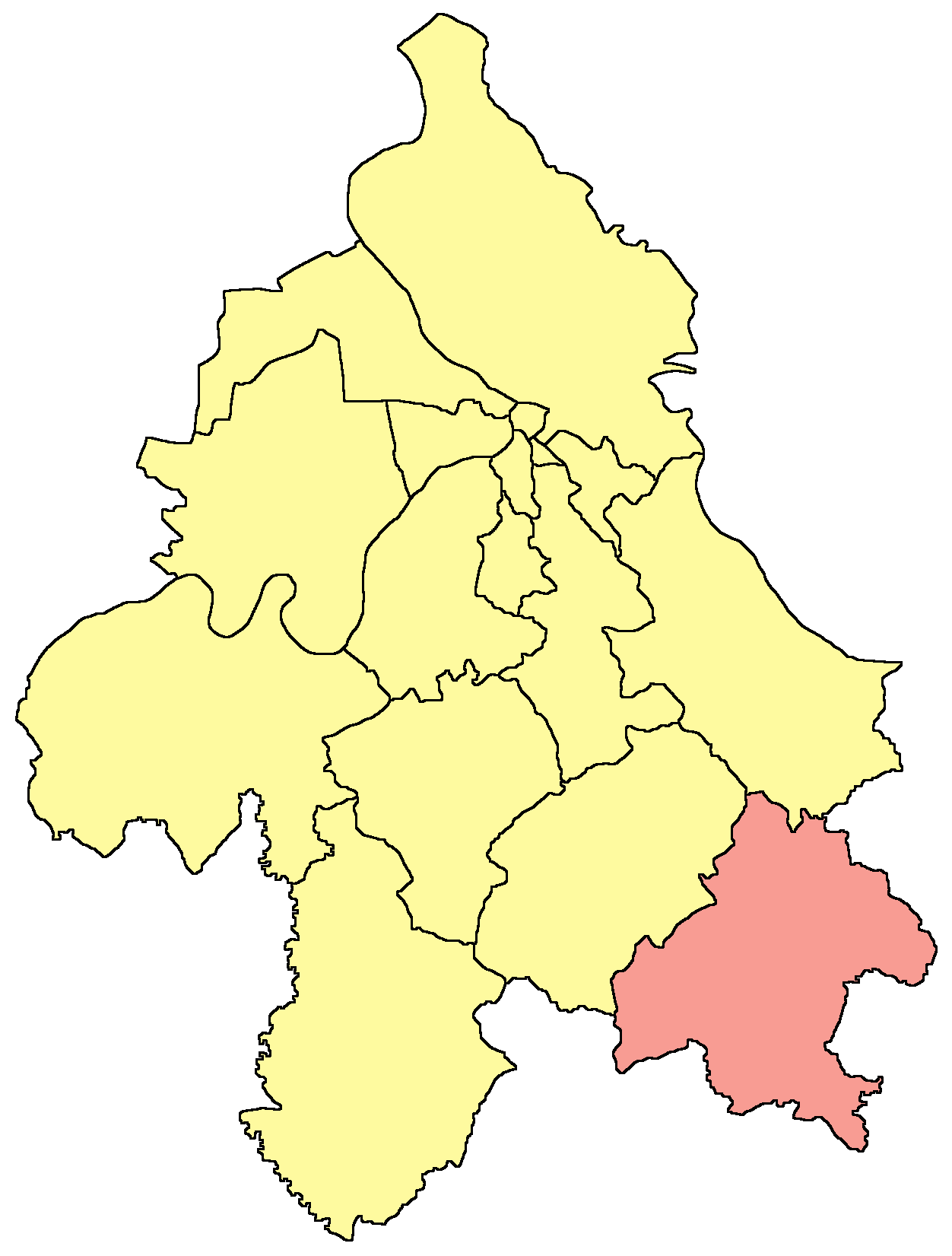
Locatie in district Belgrado

Pružatovac (Servisch cyrillisch Пружатовац) is een plaats in de Servische gemeente Mladenovac. De plaats telt 835 inwoners (2002).